# Drepanium aemulans
Drepanium aemulans là một loài Rêu trong họ Hypnaceae. Loài này được (Breidl.) Roth mô tả khoa học đầu tiên năm 1904.